# ملومية
المَلُومِيَّة في القانون الجنائي هو مقياس لدرجة المسؤولية الأخلاقية أو القانونية عن الفعل وعدم اتخاذ أي إجراء.